# Беспартийный список (Лихтенштейн)
Беспартийный список (нем. Überparteiliche Liste Liechtenstein, ÜLL) — бывшая политическая партия Лихтенштейна, основанная в 1980-х годах.
Партия участвовала в парламентских выборах единственный раз — в 1989 году, получив тогда 3,3% голосов избирателей. Однако партия так и не смогла попасть в Ландтаг, поскольку избирательный барьер на то время составлял 8%. В дальнейшем партия не принимала участия в выборах и прекратила своё существование в 1999 году.